# Старе Бжозово
Старе Бжозово (пол. Stare Brzozowo) — село в Польщі, у гміні Дзежґово Млавського повіту Мазовецького воєводства.
Населення — 124 особи (2011).
У 1975-1998 роках село належало до Цехановського воєводства.

## Демографія
Демографічна структура станом на 31 березня 2011 року:
|          | Загалом | Допрацездатний вік | Працездатний вік | Постпрацездатний вік |
| -------- | ------- | ------------------ | ---------------- | -------------------- |
| Чоловіки | 62      | 14                 | 42               | 6                    |
| Жінки    | 62      | 14                 | 29               | 19                   |
| Разом    | 124     | 28                 | 71               | 25                   |